# Nagy Andor (jogász)
Nagy Andor (Csorna, 1963. február 25. –) magyar jogász, politikus, országgyűlési képviselő (2004-2014), Magyarország bécsi nagykövete 2018 augusztusa óta.

## Iskolái
Nagy Andor 1981-ben érettségizett a győri Révai Miklós Gimnázium orosz nyelvi tagozatán. 1982-től az ELTE Állam- és Jogtudományi Karára járt, 1987-ben szerezte meg jogi diplomáját. Soros-ösztöndíjban részesült, 1989-től négy éven keresztül a berlini Freie Universitäten folytatott jogi és szociológiai tanulmányokat. 1994-1995-ben ügyvédjelölt, majd 1997-ben letette a szakvizsgát. 2004-ben a bostoni Harvard Business Schoolon tanult. Németül, angolul 
felsőfokon beszél.

## Pályája
1983-tól a Bibó István Szakkollégium hallgatója. 1988-ban a Present Kisszövetkezet jogi előadója, majd a Budapest Fővárosi Tanács lakáscsereosztályán jogi előadó.
1988-tól a Fidesz tagja. 1994-ben egyéni önkormányzati képviselőjelölt Terézvárosban. 2000-től két éven keresztül a Joint Venture Szövetség társelnöke. 1993-tól ügyvédjelölti gyakorlatának megkezdéséig német referensként a pártelnöki kabinet tagja, 1995-től az 1998-as országgyűlési választásokig Orbán Viktor mint pártelnök, majd a választások után mint miniszterelnök kabinetfőnöke, utóbb miniszterelnökségi politikai államtitkári rangban.
2004-től Surján László európai parlamenti képviselővé választása miatt összeférhetetlenné vált képviselői helyét nyerte el a szécsényi választókerületben. 2005. február 20-ig az Országgyűlés jegyzője volt. A 2006. évi országgyűlési választásokon Nógrád megye 3. választókerületében szerzett egyéni mandátumot. 2006-tól a KDNP frakció tagja, 2007-től a Külügyi és határon túli magyarok bizottságának tagja. 2008 októberétől a Nemzeti Fenntartható Fejlődési Tanács tagja, 2009 márciusától a tanács társelnöke. 2009 márciusától az NFFT-MTA Víz Munkabizottságának társelnöke. 2009 májusától a Környezetvédelmi bizottság elnöke. A 2010. évi országgyűlési választásokon szintén Nógrád megye 3. választókörzetében szerzett egyéni mandátumot. Az Országgyűlés Fenntartható fejlődés bizottságának alelnöke.
2013. augusztus 26-án lemondott parlamenti mandátumáról, a távozó képviselőt Magyarország nagykövetének nevezték ki Izrael államba. Képviselői helye az új szabályozás alapján a 2014-es választásokig betöltetlen maradt. Tel-Avivi megbízatása 2013-tól 2018-ig szólt, 2018 nyarától Magyarország bécsi nagykövetsége vezetője.

## Díjai, elismerései
- 2001: francia Becsületrend (Commandeur de la Légion D'Honneur)
- 2002: Baden-Württemberg miniszterelnökétől Staufermedaille kitüntetést kapott, a Magyar-Baden-Württembergi Vegyes Bizottság társelnökeként (2001-)

## Magánélete
Nős, felesége, Bercsényi Mariann cégvezető. Két leánygyermeke van, Nagy Franciska Eszter (2000)  és Nagy Júlia Boglárka (2003). Utóbbi a Vörösmarty Mihály Gimnázium tanulója.